# Sveta Gertruda
Sveta Gertruda Velika (Eisleben, Njemačka, 6. siječnja 1256. – Helfta, Njemačka, oko 1302.) - njemačka svetica, benediktinska redovnica, mističarka 

## Životopis
Rođena je u njemačkoj pokrajini Thüringen 1256. S pet godina roditelji su je poslali u samostan, koji je u to vrijeme bio svojevrsni internat za djevojčice. Samostan je vodila Gertruda iz Hackeborna. Sv. Mechtilda iz Hackeborna, mlađa sestra opatice Gertrude, brinula se o mladoj Gertrudi. Gertruda i Mechtilda bile su jako povezane i ta je povezanost samo još dublje rasla s vremenom, omogućujući Mechtildi veliki utjecaj na Gertrudu. Puno se družila i sa sv. Mechthildom iz Magdeburga. Zbog tih velikih kćeri Crkve, a posebno zbog svete Gertrude Velike, Helfta je dugo smatrana „krunom njemačkih ženskih samostana“.
Gertruda je u samostanu studirala književnost. Naučila je latinski jezik. Osobito je voljela poeziju, i to svjetovnu, zbog čega je kasnije bila kritizirana. 
U dobi od dvadeset i pet godina, prema vlastitom kazivanju, doživjela je prvo viđenje. To ju je navelo, da sama počne pisati. Ubrzo je postala vješta u pisanju. Pisala je crkvene rasprave pune poezije, sastavljala priručnike tekstova iz Biblije itd. Gertrudini tekstovi dugo su ostali skriveni, zbog čega se za života nije osobito proslavila. 
Mnogo je molila za siromašne duše u čistilištu. Misama, pokorom i dobrim djelima mnogim dušama je skratila čistilišne muke i otvorila im vrata nebeska. Dok bi svećenik na svetoj misi podizao hostiju, ona bi molila: “Gospodine, Sveti Oče, prikazujem Ti svetu hostiju za sve one koji su na zemlji, u čistilištu i na Nebu…”
Umrla je oko 1302. godine. Gertrudini tekstovi otkriveni su i objavljeni tek dvjesto godina nakon njezine smrti.

## Štovanje
Katolička Crkva Gertrudu je proglasila svetom 1677. godine.

## Vanjske poveznice
Mrežna mjesta
- Objave sv. Gertrude Velike, www.monfortanci.com